# 柳明日菜
柳 明日菜（やなぎ あすな）は、日本の映画監督、脚本家。

## 人物
熊本県出身。熊本県立玉名高等学校1年の時、ノリで廃部寸前の演劇部に入部。活動を続けるうち、のめり込み、脚本も手がけるようになる。
2023年、全国高校生マイプロジェクトアワード2023で、全国優秀賞、地域Summit特別賞を受賞。。
2021年、美少女図鑑アワード2021九州「グランプリ」受賞。
2023年、渡辺紘文監督「テクノブラザーズ」の主演で長編映画デビュー。4月、ウーディネ極東映画祭に正式出品された。
くまもと復興映画祭2023のゲスト。
2023年8月、現役高校生ながら地元熊本県にて初監督・脚本作である映画「レイニーブルー」の製作を発表。同郷であり、没後30年を迎える俳優・笠智衆の遺志を継承し、柳が自身の実体験をもとに脚本を書き上げた。キャストに、笠智衆の孫で俳優の笠兼三、高良健吾、小沢まゆ、中島瑠菜、鄭亜美が参加。公開は2025年としている。2025年には第20回大阪アジアン映画祭のインディ・フォーラム部門で上映され、史上最年少の正式出品作品となる。
2024年、慶応義塾大学経済学部に在学。

## 作品

### 監督
- レイニーブルー（2025年）　- 監督・脚本
- そのままの君で（2024年）　- 監督・脚本

## 出演

### 映画
- 渇愛の果て、（2023年）
- 緑のざわめき （2023年） - リサ 役
- メンドウな人々 （2023年） - 宮下亜美華 役
- 生きているのは暇つぶし （2023年） - 氷室 役
- テクノブラザーズ （2023年） - 主演・氷室 役
- レイニーブルー （2024年） - 主演・中山蒼 役
- 怖い家（2025年） - 霧島 役

### テレビドラマ
- ユナイテッドトヨタ熊本 エモーショナルファイル（阿蘇編） - 主人公
- ユナイテッドトヨタ熊本 エモーショナルファイル（山鹿編） - 主人公

### CM
- アミュプラザくまもと「冒険しよう。AMUventure.」（2021年）
- やまと高等学校ショートムービー（2022年）

## その他メディア
- 熊本短編映画祭「ビデオレター」（2024年）
- FMK熊本「Hello New World!」　(2024年)
- レイニーブルー部　部長　(2024年)
- KKT熊本県民テレビ「SPOT LIGFT」　(2023年)
- FM791 「ゆるるアフタヌーン」　(2023年)
- くまもと復興映画祭　(2023年)